# Arrel quadrada d'una matriu
En matemàtiques, l'arrel quadrada d'una matriu amplia la noció d'arrel quadrada dels nombres a les matrius. Es diu que una matriu B és una arrel quadrada de A si el producte de la matriu BB és igual a A.
Alguns autors utilitzen el nom d'arrel quadrada o la notació A1/2 només per al cas concret en què A és semidefinida positiva, per indicar la matriu única B que és semidefinida positiva i tal que BB = BTB = A (per a valors reals). matrius, on BT és la transposició de B).
Amb menys freqüència, el nom d'arrel quadrada es pot utilitzar per a qualsevol factorització d'una matriu semidefinida positiva A com BTB = A, com en la factorització de Cholesky, encara que BB ≠ A.

## Exemples
En general, una matriu pot tenir diverses arrels quadrades. En particular, si {\displaystyle A=B^{2}} aleshores {\displaystyle A=(-B)^{2}} també.
La matriu d'identitat 2×2 {\displaystyle \textstyle {\begin{pmatrix}1&0\\0&1\end{pmatrix}}} té infinites arrels quadrades. Estan donats per
{\displaystyle {\begin{pmatrix}\pm 1&0\\0&\pm 1\end{pmatrix}}} i {\displaystyle {\begin{pmatrix}a&b\\c&-a\end{pmatrix}}}
on {\displaystyle (a,b,c)} són qualsevol nombre (real o complex) tal que {\displaystyle a^{2}+bc=1}. En particular si {\displaystyle (a,b,t)} és qualsevol triple pitagòric, és a dir, qualsevol conjunt de nombres enters positius tals que {\displaystyle a^{2}+b^{2}=t^{2}}, doncs {\displaystyle {\frac {1}{t}}{\begin{pmatrix}a&b\\b&-a\end{pmatrix}}} és una matriu d'arrel quadrada de {\displaystyle I} que és simètric i té entrades racionals. Així
{\displaystyle {\begin{pmatrix}1&0\\0&1\end{pmatrix}}={\begin{pmatrix}0&1\\1&0\end{pmatrix}}^{2}={\begin{pmatrix}{\frac {4}{5}}&{\frac {3}{5}}\\{\frac {3}{5}}&-{\frac {4}{5}}\end{pmatrix}}^{2}.}
La identitat menys té una arrel quadrada, per exemple:
{\displaystyle -{\begin{pmatrix}1&0\\0&1\end{pmatrix}}={\begin{pmatrix}0&-1\\1&0\end{pmatrix}}^{2},}
que es pot utilitzar per representar la unitat imaginària i i, per tant, tots els nombres complexos utilitzant matrius reals 2×2, vegeu Representació matricial de nombres complexos.
Igual que amb els nombres reals, una matriu real pot no tenir una arrel quadrada real, però tenir una arrel quadrada amb entrades de valors complexos. Algunes matrius no tenen arrel quadrada. Un exemple és la matriu {\displaystyle {\begin{pmatrix}0&1\\0&0\end{pmatrix}}.}
Mentre que l'arrel quadrada d'un nombre enter no negatiu és de nou un nombre enter o un nombre irracional, en canvi una matriu enter pot tenir una arrel quadrada les entrades de la qual són racionals, però no integrals, com en els exemples anteriors.
Matrius semidefinides positives
Una matriu real simètrica n × n s'anomena semidefinida positiva si {\displaystyle x^{\textsf {T}}Ax\geq 0} per a tot {\displaystyle x\in \mathbb {R} ^{n}} (aquí {\displaystyle x^{\textsf {T}}} denota la transposició, canviant un vector columna x en un vector fila). Una matriu real quadrada és semidefinida positiva si i només si {\displaystyle A=B^{\textsf {T}}B} per a alguna matriu B Hi pot haver moltes matrius diferents B. Una matriu semidefinida positiva A també pot tenir moltes matrius B de tal manera que {\displaystyle A=BB}. Tanmateix, A sempre té precisament una arrel quadrada B que és semidefinida positiva i simètrica. En particular, com que cal que B sigui simètric, {\displaystyle B=B^{\textsf {T}}}, per tant les dues condicions {\displaystyle A=BB} o {\displaystyle A=B^{\textsf {T}}B} són equivalents.
Per a matrius de valors complexos, la transposició conjugada {\displaystyle B^{*}} s'utilitza en el seu lloc i les matrius semidefinides positives són hermitianes, és a dir {\displaystyle B^{*}=B}.
Teorema —  Sigui A una matriu semidefinida positiva i simètrica (tingueu en compte que A pot ser semidefinida positiva però no simètrica). Aleshores hi ha exactament una matriu B semidefinida i simètrica positiva tal que A=BB. Tingueu en compte que hi pot haver més d'una matriu semidefinida positiva i no simètrica B de tal manera que A=BTB
Aquesta matriu única s'anomena arrel quadrada principal, no negativa o positiva (aquesta última en el cas de matrius definides positives).
L'arrel quadrada principal d'una matriu semidefinida positiva real és real. L'arrel quadrada principal d'una matriu definida positiva és definida positiva; de manera més general, el rang de l'arrel quadrada principal d' A és el mateix que el rang d' A.
L'operació de prendre l'arrel quadrada principal és contínua en aquest conjunt de matrius. Aquestes propietats són conseqüències del càlcul funcional holomòrfic aplicat a les matrius. L'existència i la singularitat de l'arrel quadrada principal es pot deduir directament de la forma normal de Jordan.